# Commonwealth Games 1998/Badminton (Damendoppel)
Folgend die Ergebnisse und Platzierungen bei den Commonwealth Games 1998 im Damendoppel im Badminton.

## Ergebnisse

### 1. Runde
- Joanne Quay / Norhasikin Amin –  A'E Wilson / Mara Faletoese: 15-2, 15-3
- Michelle Edwards / Meagan Heale –  Inoka Rohini de Silva / Pameesha Dishanthi: 15-3, 8-15, 15-13

### 2. Runde
- Elinor Middlemiss / Sandra Watt –  Liakimoui Mapa / Kam Boi Joe: 15-1, 15-1
- Gail Osborne / Katy Howell –  Solenn Pasturel / Lucy Burns: 15-6, 15-3

### Achtelfinale
- Norhasikin Amin / Joanne Quay –  Michaela Smith / Kate Wilson-Smith: 15-1, 15-9
- Sandra Watt / Elinor Middlemiss –  Archana Deodhar / Manjusha Kanwar: 5-15, 15-6, 15-11
- Joanne Goode / Donna Kellogg –  Katy Howell / Gail Osborne: 15-5, 15-3
- Charmaine Reid / Denyse Julien –  Nicole Gordon / Sheree Jefferson: 15-13, 15-5
- Tammy Jenkins / Rhona Robertson –  Nigella Saunders / Terry Leyow: 15-5, 15-7
- Sara Sankey / Joanne Davies –  Natasha Groves-Burke / Robin Ashworth: 15-6, 15-1
- Chor Hooi Yee / Lim Pek Siah –  Feuvre / Cann oder  Sawaram / Dajee
- Amanda Hardy / Rhonda Cator –  Feuvre / Cann oder  Sawaram / Dajee

### Endrunde
|  | Viertelfinale | Viertelfinale                 | Viertelfinale                 | Viertelfinale | Viertelfinale              |                            |    | Halbfinale                 | Halbfinale | Halbfinale | Halbfinale | Halbfinale |  |  | Finale | Finale | Finale | Finale | Finale |
|  |               |                               |                               |               |                            |                            |    |                            |            |            |            |            |  |  |        |        |        |        |        |
|  |               | Joanne Goode Donna Kellogg    | 15                            | 15            |                            |                            |    |                            |            |            |            |            |  |  |        |        |        |        |        |
|  |               | Charmaine Reid Denyse Julien  | 7                             | 5             |                            |                            |    |                            |            |            |            |            |  |  |        |        |        |        |        |
|  |               | Charmaine Reid Denyse Julien  | 7                             | 5             | Joanne Goode Donna Kellogg | 15                         | 15 |                            |            |            |            |            |  |  |        |        |        |        |        |
|  |               |                               |                               |               |                            | 15                         | 15 |                            |            |            |            |            |  |  |        |        |        |        |        |
|  |               |                               | Sandra Watt Elinor Middlemiss | 7             | 3                          |                            |    |                            |            |            |            |            |  |  |        |        |        |        |        |
|  |               | Sandra Watt Elinor Middlemiss | Sandra Watt Elinor Middlemiss | 7             | 3                          | 15                         | 15 |                            |            |            |            |            |  |  |        |        |        |        |        |
|  |               |                               |                               |               |                            | 15                         | 15 |                            |            |            |            |            |  |  |        |        |        |        |        |
|  |               | Joanne Quay Norhasikin Amin   | 1                             | 6             |                            |                            |    |                            |            |            |            |            |  |  |        |        |        |        |        |
|  |               |                               |                               |               |                            |                            |    | Joanne Goode Donna Kellogg | 15         | 15         |            |            |  |  |        |        |        |        |        |
|  |               |                               | Chor Hooi Yee Lim Pek Siah    | 8             | 6                          |                            |    |                            |            |            |            |            |  |  |        |        |        |        |        |
|  |               | Chor Hooi Yee Lim Pek Siah    | 14                            | 15            | 15                         |                            |    |                            |            |            |            |            |  |  |        |        |        |        |        |
|  |               | Amanda Hardy Rhonda Cator     | 17                            | 4             | 9                          |                            |    |                            |            |            |            |            |  |  |        |        |        |        |        |
|  |               | Amanda Hardy Rhonda Cator     | 17                            | 4             | 9                          | Chor Hooi Yee Lim Pek Siah | 15 | 4                          | 15         |            |            |            |  |  |        |        |        |        |        |
|  |               |                               |                               |               |                            | Chor Hooi Yee Lim Pek Siah | 15 | 4                          | 15         |            |            |            |  |  |        |        |        |        |        |
|  |               |                               | Rhona Robertson Tammy Jenkins | 8             | 15                         | 9                          |    |                            |            |            |            |            |  |  |        |        |        |        |        |
|  |               | Rhona Robertson Tammy Jenkins | Rhona Robertson Tammy Jenkins | 8             | 15                         | 9                          | 15 | 15                         |            |            |            |            |  |  |        |        |        |        |        |
|  |               |                               |                               |               |                            |                            | 15 | 15                         |            |            |            |            |  |  |        |        |        |        |        |
|  |               | Joanne Davies Sara Sankey     | 12                            | 4             |                            |                            |    |                            |            |            |            |            |  |  |        |        |        |        |        |

## Endstand
- 1.  Joanne Goode / Donna Kellogg
- 2.  Chor Hooi Yee / Lim Pek Siah
- 3.  Tammy Jenkins / Rhona Robertson
- 3.  Sandra Watt / Elinor Middlemiss
- 5.  Norhasikin Amin / Joanne Quay
- 5.  Charmaine Reid / Denyse Julien
- 5.  Sara Sankey / Joanne Davies
- 5.  Amanda Hardy / Rhonda Cator
- 9.  Michaela Smith / Kate Wilson-Smith
- 9.  Archana Deodhar / Manjusha Kanwar
- 9.  Katy Howell / Gail Osborne
- 9.  Nicole Gordon / Sheree Jefferson
- 9.  Nigella Saunders / Terry Leyow
- 9.  Natasha Groves-Burke / Robin Ashworth
- 9.  Danielle Le Feuvre / Elizabeth Cann
- 9.  Amrita Sawaram / Anusha Dajee
- 17.  Liakimoui Mapa / Kam Boi Joe
- 17.  Solenn Pasturel / Lucy Burns
- 17.  Beverly Tang Choon / Jenelle Cudjoe
- 17.  Felicitas Matlane Cheer / Geraldine Agnes Yee
- 17.  Sally Wood / Sarah Le Moigne
- 17.  Sabrina Cassie / Zeudi Mack
- 17.  Alya Lewis / Shackerah Cupidon
- 17.  Dilhani de Silva / Chandrika de Silva
- 17.  Nellie Gordon / Phyllis Gordon
- 17.  Alexis Blanchflower / Kirsteen McEwan
- 17.  Lina Fourie / Monique Ric-Hansen
- 17.  Meagan Heale / Michelle Edwards
- 17.  Marie-Josephe Jean-Pierre / Vandanah Seesurun
- 17.  Claire Henderson / Jayne Plunkett
- 17.  Milaine Cloutier / Robbyn Hermitage
- 17.  Madhumita Bisht / P. V. V. Lakshmi
- 33.  A'E Wilson / Mara Faletoese
- 33.  Dilhani de Silva / Pameesha Dishanthi